# هيروكي ساساكي
هيروكي ساساكي (باليابانية: 佐々木 宏樹) (مواليد 17 يوليو 1993)، هو لاعب كرة قدم ياباني سابق كان يلعب كلاعب وسط.

## وصلات خارجية
- هيروكي ساساكي على موقع رابطة كرة القدم اليابانية للمحترفين (اليابانية)